# In de gloria
In de Gloria è stato un programma televisivo belga ideato e diretto da Jan Eelen e prodotto da Woestijnvis Media, andato in onda sull'emittente fiamminga VRT tra il febbraio del 2000 e l'aprile del 2001.
Il programma, parodia dei reality show e dei talk show dell'epoca, presentava in chiave tragicomica alcune situazioni fittizie come se fossero reali (mockumentary).

## Cast
- An Miller
- Frank Focketyn
- Kris Focketyn
- Lucas Van den Eynde
- Sien Eggers
- Tania Van der Sanden
- Tom Van Dyck
- Wim Opbrouck

## Notorietà su internet
Nell'estate del 2006 fu caricata su YouTube una versione accorciata di uno sketch andato in onda durante il programma che riscosse molto successo nel giro di poche settimane.
Nel filmato il presentatore Erik Hartman, interpretato dall'attore Tom Van Dyck, conduceva un talk show intitolato Boemerang. Durante un'intervista a una donna paralizzata (An Miller) e a un uomo con le corde vocali danneggiate (Lucas Van den Eynde), Hartman scoppiava a ridere ripetutamente e incontrollatamente, causando una dura reazione verbale da parte dei due ospiti e del pubblico presente in studio. La versione completa dello sketch aveva un taglio decisamente più documentaristico e meno comico: veniva infatti raccontata la storia del licenziamento di Hartman e della sua troupe dall'emittente televisiva su cui Boemerang veniva trasmesso, alternando scene del programma a frammenti di un'intervista al presentatore.
Nel settembre del 2006 lo sketch fu citato durante il Tonight Show di Jay Leno e dal canale greco Star Channel, senza che però fosse spiegato che si trattava di finzione. A tal proposito, ad oggi sono ancora in molti a credere che si tratti di un episodio realmente accaduto e ciò continua a scatenare polemiche sul web.